# Olenecamptus indicus
Olenecamptus indicus es una especie de escarabajo longicornio del género Olenecamptus, categorizada en la tribu Dorcaschematini, de la subfamilia Lamiinae. Fue descrita por Breuning en 1936.

## Descripción
Mide 17 mm de longitud.

## Distribución
Se distribuye por India y Vietnam.